# Samuel Grass (Mediziner, 1684)
Samuel Grass junior (* 14. Dezember 1684 in Breslau, Fürstentum Breslau, Königreich Böhmen; † 28. November 1745 daselbst) war Oberarzt in Breslau und Mitglied der Gelehrtenakademie „Leopoldina“.

## Leben
Samuel Grass junior war der Sohn des Arztes Samuel Grass senior (* 1653), der ebenfalls Mitglied der „Leopoldina“ war und den Beinamen MESPHE II. oder auch MESVE II. trug.
Samuel Grass junior war Respondent der Universität Jena und später Oberarzt der freien Stadt Breslau. Als weiterer Wirkungsort ist Jena bekannt geworden. In Breslau war Samuel Grass junior zudem Druckereibesitzer. Seine Mutter führte die Druckerei zwischen 1756 und 1758. Die Nachfahren betrieben diese weiter bis mindestens zum Jahr 1800.
Seine Söhne waren der Drucker Karl Wilhelm Grass (– 1756) sowie der Arzt Friedrich Sigismund Grass (– 1788). Der Jurist Benjamin Grass war der Bruder von Samuel Grass jun. Die Schwester war Rosina Grass, verheiratete Sommer.
Samuel Grass junior wurde am 27. April 1714 unter der Matrikel-Nr. 305 mit dem akademischen Beinamen MESVE III. als Mitglied in die Leopoldina aufgenommen. Auch die Schreibweise MESUE III. ist anzutreffen.

## Publikationen
- mit Georg Wolfgang Wedel: Dissertatio Medica De Apoplexia, 1707. Digitalisat
- Dissertatio Medica Inavgvralis De Morbis Noctvrnis, Et Noctvrna Morborvm Exacerbatione / Qvam ... Svb Præsidio Rvdolffi Gvilielmi Cravsii, ... Pvblicæ Ervditorvm Disqvisitioni Sistit Samvel Grass, Wratisl. Siles. ... Die Decembr. MDCCIX